# Delniška družba
Delniška družba, krajše d. d., je gospodarska družba, katere osnovni kapital je razdeljen na delnice. Ustanovi jo lahko ena ali več pravnih oziroma fizičnih oseb, ki sprejmejo statut. Statut delniške družbe mora biti izdelan v obliki notarskega zapisa. Vsaj tretjino osnovnega kapitala morajo sestavljati delnice, ki se vplačajo v denarju.